# Platydracus
A Platydracus  a rovarok (Insecta) osztályának a bogarak (Coleoptera) rendjéhez, ezen belül a mindenevő bogarak (Polyphaga) alrendjéhez és a holyvafélék (Staphylinidae) családjához tartozó nem.

## Elterjedésük
Palearktikus elterjedésű nem, mintegy 70 leírt fajuk Európában, Ázsiában és Észak-Amerikában fordul elő. Magyarországon 5 fajuk él.

## Jellemzőik
Nagy méretű (10–22 mm), nyújtott testű bogarak. Fejük trapéz alakú, hátrafelé több-kevésbé egyenes vonalakban kiszélesedik. Rágóik erősek, belső élükön nagyméretű fogacska található. Fejük és előtoruk pontozása sűrű. Az előtoruk hátának oldalpereme oldalról jól látható. Szárnyfedőik mindig csak egyszínűek. Valamennyi lábfejük 5 ízű.

## Magyarországon előforduló fajok
- Rezes holyva (Platydracus chalcocephalus) (Gmelin, 1790)
- Fémkék holyva (Platydracus fulvipes) (Scopoli, 1763)
- Érces holyva (Platydracus latebricola) (Gravenhorst, 1806)
- Trágyatúró holyva (Platydracus stercorarius) (Olivier, 1795)
- Platydracus flavopunctatus (Latreille, 1804)

## Fordítás
- Ez a szócikk részben vagy egészben  a   Platydracus című norvég Wikipédia-szócikk fordításán alapul.  Az eredeti cikk szerkesztőit annak laptörténete sorolja fel. Ez a jelzés csupán a megfogalmazás eredetét és a szerzői jogokat jelzi, nem szolgál a cikkben szereplő információk forrásmegjelöléseként.